# درژینا
درژینا (به صربی: Držina) یک منطقهٔ مسکونی در صربستان است که در پیروت واقع شده‌است. درژینا ۴۷۲ نفر جمعیت دارد.